# راسبورة أنيقة
راسبورة أنيقة (الاسم العلمي: Rasbora elegans ) (بالإنجليزية: Twospot rasbora )‏ هي نوع من الأسماك تتبع جنس الراسبورة من فصيلة الشبوطيات.